# 10604 Susanoo
10604 Susanoo eller 1996 VJ är en asteroid i huvudbältet som upptäcktes den 3 november 1996 av den japanska astronomen Takeshi Urata vid Nihondaira-observatoriet. Den är uppkallad efter Susanoo-no-mikoto i japansk mytologi.
Asteroiden har en diameter på ungefär 12 kilometer.